# 萨腾
萨腾（羅馬化：Satúrn，1936年－2020年5月22日）是一頭居住在莫斯科动物园的美国短吻鳄，出生于美国密西西比州，它出生後不久就來到德国柏林动物园。據說阿道夫·希特勒曾經來到過柏林动物园，看中了萨腾，便將其收養。不過有人認為它並非是希特勒的宠物，只不過被希勒特參觀過而已。1943年11月，柏林动物园遭到空袭，11月23日，萨腾逃出。1946年被英国士兵发现，不久它被移交給苏联當局。同年7月來到莫斯科。此後薩騰一直待在莫斯科动物园，直到2020年5月22日去世，享年84歲。